# Pfalz-Flugzeugwerke
La Pfalz-Flugzeugwerke GmbH era una azienda aeronautica tedesca con sede nelle strutture dell'aeroporto di Spira (ted. Speyer), Land Renania-Palatinato, nella Germania occidentale.
La loro produzione di modelli si è concentrata nel periodo della prima guerra mondiale i più noti dei quali furono i caccia Pfalz D.III e Pfalz D.XII.
L'azienda fallì dopo la fine del conflitto, quando le forze di occupazione francese confiscarono tutte le attrezzature, ma lo stabilimento venne riutilizzato da varie altre società fino al momento della rifondazione nel 1997 come PFW Aerospace AG.

## Storia

### I primi anni
Alfred Eversbusch, figlio di un imprenditore proprietario di una fonderia sita a Neustadt an der Weinstraße, tra il 1912 ed il 1913 costruì un proprio velivolo, pur se le fonti non citano l'esatta origine del modello. Spronato dall'interessamento dell'imprenditore e progettista aeronautico bavarese Gustav Otto, Alfred con il fratello Ernst, Wilhelm "Willy" Sabersky-Müssigbrodt cognato di quest'ultimo ed altri imprenditori registrarono con il nome Pfalz-Flugzeugwerke GmbH la nuova azienda il 3 giugno 1913 a Spira. Walther Eversbusch, un terzo fratello, aveva appena ottenuto la licenza di pilota presso la scuola di Morane, in Francia.
Spira si trovava nel territorio dell'allora Regno di Baviera per cui ricevette degli aiuti dal governo bavarese. I lavori del nuovo aeroporto, l'odierno aeroporto di Spira-Ludwigshafen, richiedevano l'utilizzo di una vasta aerea tra cui 7 000 m² destinata ad edifici civili ed industriali e nella quale trovò spazio la nuova azienda. Inizialmente la produzione era indirizzata sulla costruzione su licenza del ricognitore-caccia francese Morane-Saulnier Type LA del quale furono realizzati 8 esemplari, uno dei quali venne inviato in Africa nel 1914 e che grazie alla sua configurazione biposto poteva essere particolarmente utile nella gestione dei collegamenti e nella lotta nei territori coloniali dell'Africa Orientale Tedesca.

### La prima guerra mondiale
Allo scoppio della prima guerra mondiale erano stati realizzati solamente 3 esemplari di Morane-Saulnier mentre erano ancora in costruzione altri 3 esemplari di biplani Otto destinati alla Königlich Bayerischen Fliegertruppen mentre successivamente, durante le fasi del conflitto, la Pfalz produrrà su licenza anche velivoli della L.F.G. (Roland) e Rumpler Flugzeugwerke GmbH. Nel novembre 1916 venne assunto Rudolph Gehringer, già nello staff tecnico della Flugzeugbau Friedrichshafen GmbH, sotto la cui guida vennero realizzati, nel 1917, diversi modelli autoprodotti derivati dai modelli Roland, alcuni dei quali riscossero un buon successo. Prima della fine della guerra la Pfalz riuscì a contare su una forza lavoro di 2 600 operai e quando fu costretta ad interrompere la produzione, nell'ottobre 1918, erano 157 gli esemplari usciti in quel mese dagli stabilimenti. Complessivamente, durante il conflitto, vennero realizzati 2 500 velivoli.

## Produzione durante la prima guerra mondiale
- A.I - aereo da ricognizione
- A.II - aereo da ricognizione
- E.I – aereo da caccia monoposto
- E.II - caccia monoposto
- E.III - caccia monoposto
- E.IV - caccia monoposto
- E.V - caccia monoposto
- E.VI - caccia monoposto

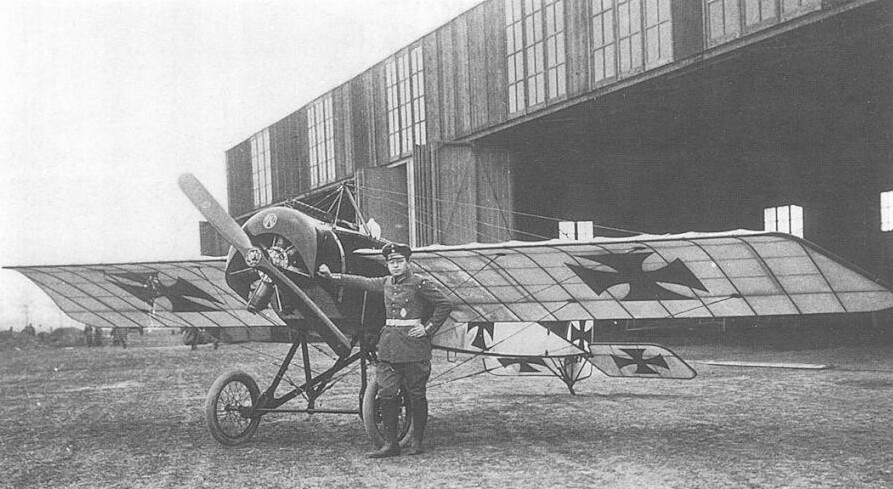
Pfalz E.I.

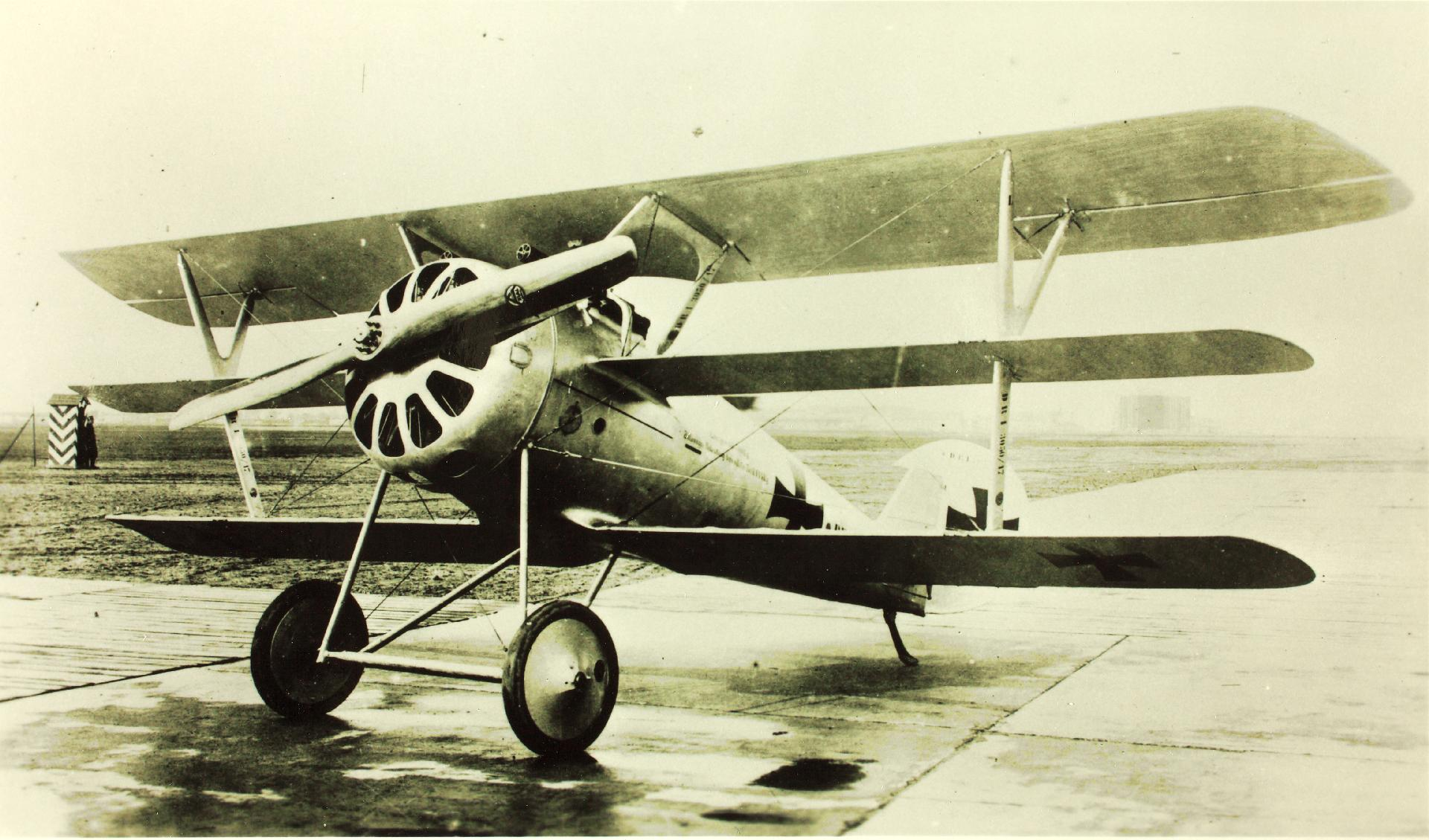
Pfalz Dreidecker Dr.I.

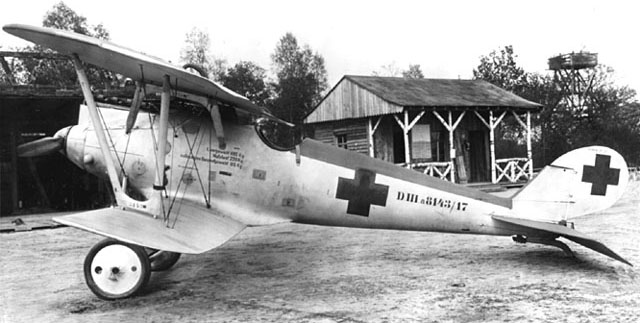
Pfalz D.III.

- Dr.I – caccia biposto (monoabitacolo)
- Dr.II – caccia biposto (monoabitacolo)
- D.I – caccia biposto
- D.II - caccia biposto
- D.III - caccia biposto
- D.IV - caccia biposto
- D.VI - caccia biposto
- D.VII - caccia biposto
- D.VIII - caccia biposto
- D.XI - caccia biposto
- D.XII - caccia monoposto
- D.XIII - caccia monoposto
- D.XIV - caccia monoposto
- D.XV - caccia monoposto